# Шербенештій-де-Сус
Шербенештій-де-Сус (рум. Șerbăneștii de Sus) — село у повіті Олт в Румунії. Входить до складу комуни Шербенешть.
Село розташоване на відстані 112 км на захід від Бухареста, 27 км на схід від Слатіни, 69 км на схід від Крайови.

## Населення
За даними перепису населення 2002 року у селі проживали 717 осіб, з них 716 осіб (99,9%) румунів. Рідною мовою 716 осіб (99,9%) назвали румунську.